# 목포항도초등학교
목포항도초등학교는 대한민국 전라남도 목포시에 있는 초등학교다.

## 학교 연혁
- 2005. 12. 23 목포항도초등학교 설립인가
- 2005. 12. 23 목포항도초등학교병설유치원 설립인가
- 2006. 03. 01 목포항도초등학교 개교(606명, 19학급 편성)
- 2006. 03. 09 목포항도초등학교 병설유치원 개원(2학급)
- 2013. 03. 01 제4대 박종태 교장 취임
- 2015. 02. 13 제9회 졸업(졸업생 136명, 총 1,219명)
- 2015. 03. 01 초등학교 35학급 유치원 2학급
- 2021. 09. 01 제8대 양명희 교장 취임
- 2022. 01. 07 제 16회 졸업(졸업생 152명, 총 2,330명)
- 2022. 03. 01. 초등학교 36학급 유치원 2학급

## 학교 상징
- 교목 : 소나무
- 교화 : 개나리
- 교색 : 파란색